# Palácio de Abdeen

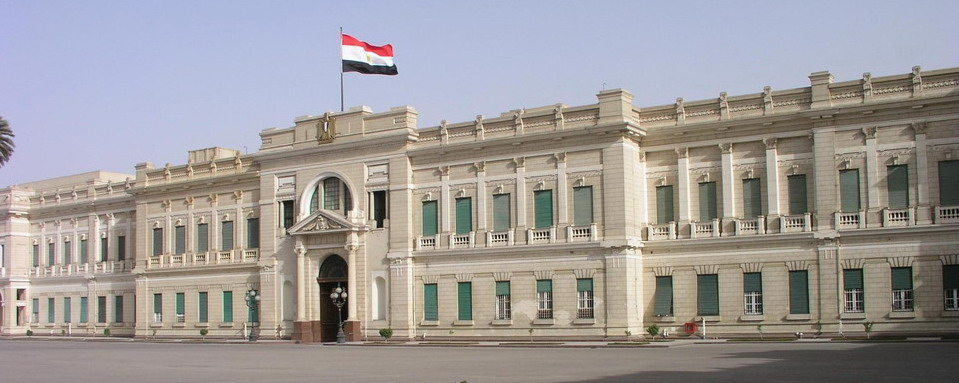
Palácio de Abdeen

O Palácio de Abdeen é um palácio localizado em Cairo, capital do Egito.

## Construção
A construção começou em 1863 e continuou durante dez anos, mas o Palácio foi inaugurado oficialmente em 1874. O Palácio foi construído pelo arquiteto francês Jean-Jacques Rousseau, juntamente com um grande número de decoradores egípcios, italianos e turcos. No entanto, o jardim do palácio foi introduzido em 1921 pelo Sultão Fuad I. O custo da construção do palácio chegou a 700 mil libras egípcias, além de dois milhões de libras para a sua mobília. Mais dinheiro também foi gasto com a alteração do Palácio, conservação e manutenção por consecutivos governantes. O Palácio inclui 500 quartos.

## Otomanos
O palácio foi originalmente construído em terras pertencentes a um fidalgo turco otomano chamado Abdeen Bey. O palácio tornou-se o centro da Corte Real, em vez da cidade de Cairo (que tinha sido o centro de governo egípcio desde a Idade Média), durante o reinado de Fuad I.

## Museu
O palácio localizado no distrito de Abdeen, no Cairo Antigo é hoje um museu. Os andares superiores, (a antiga habitação da família real), são reservados para visitas estrangeiras. Os andares mais baixos contém: o Museu de Armas, Museu da Família Real e o Museu dos Presentes Presidenciais. Um novo setor com documentos históricos do Museu foi inaugurado em janeiro de 2005.

## Decoração
O Palácio de Abdeen é considerado um dos mais suntuosos palácios do mundo devido o seu adorno, pinturas, e ao grande número de relógios espalhados pelas salas, a maioria das quais estão decoradas com ouro puro.

## Fotos

Musée du Palais d'Abedin
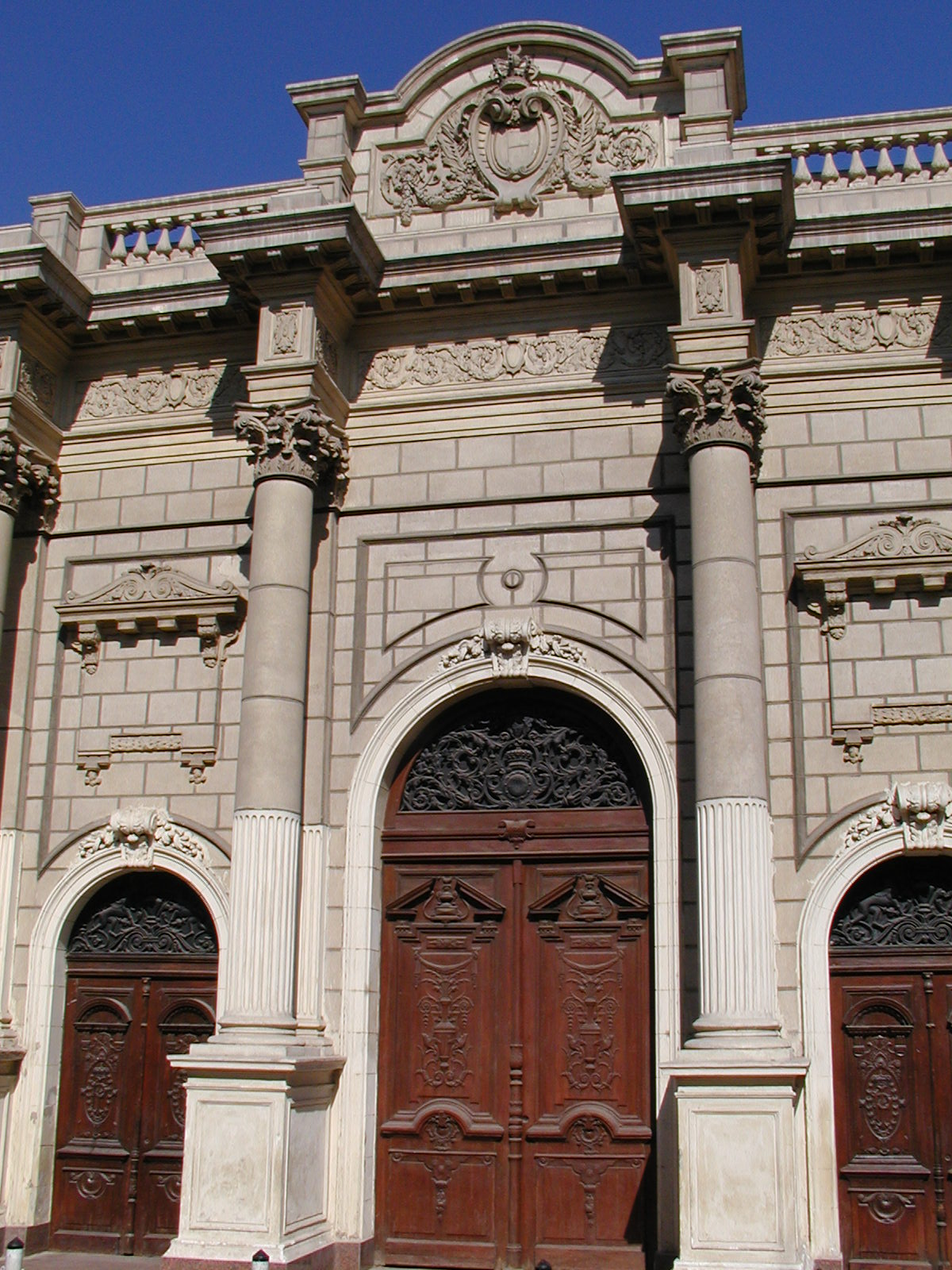
Entrada do museu
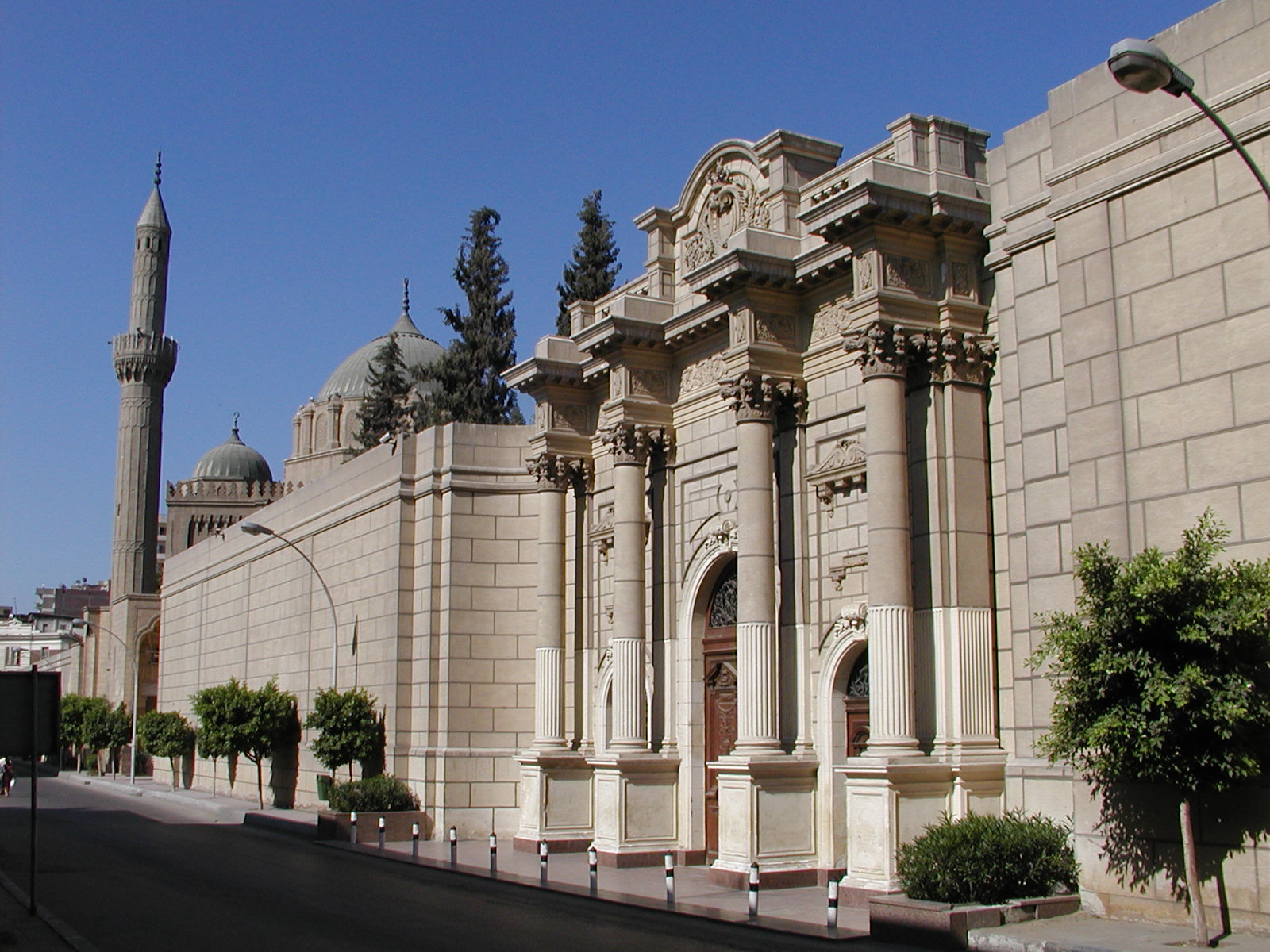
Entrada do museu
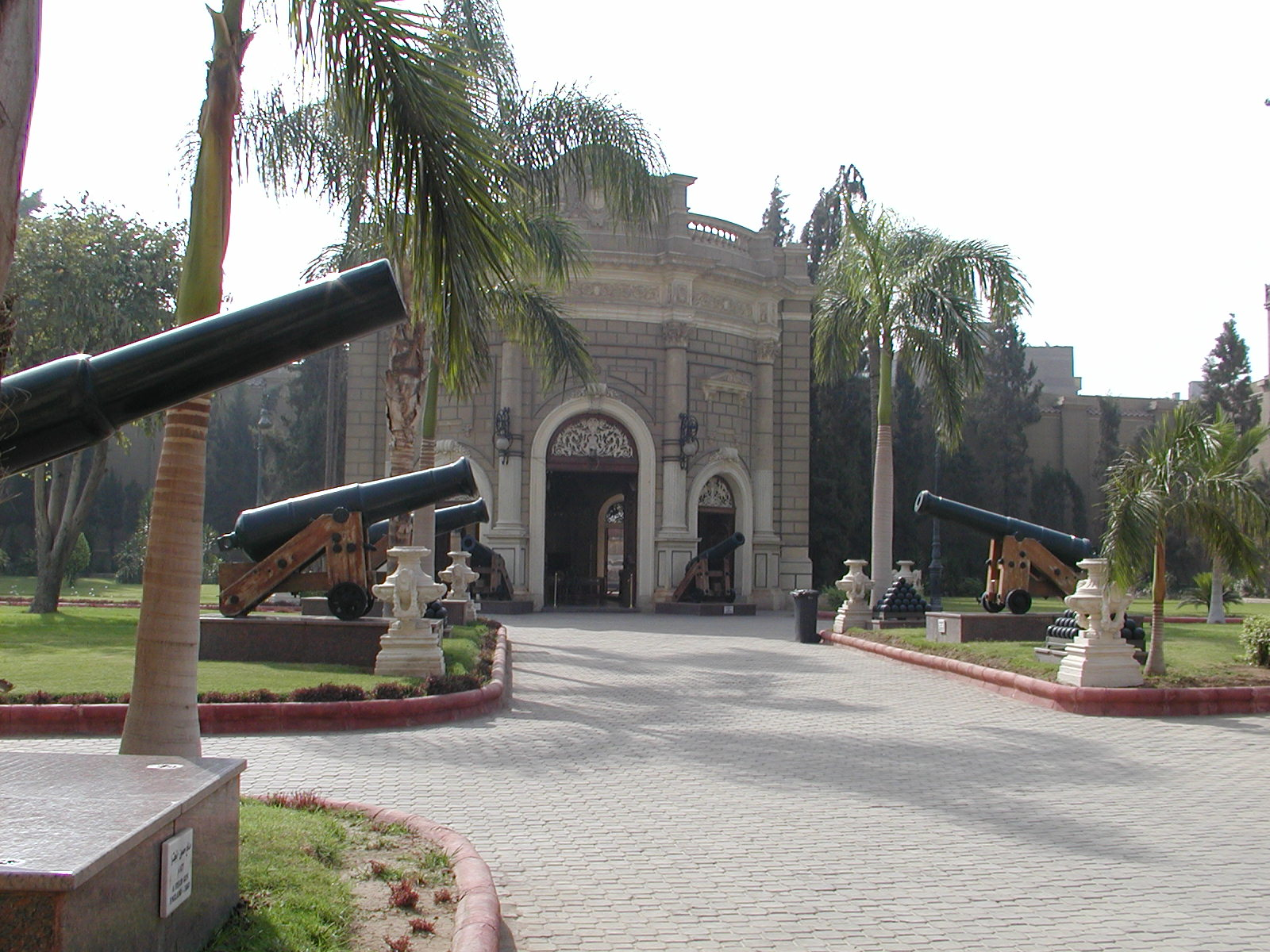
Vista, do jardim, da entrada do museu
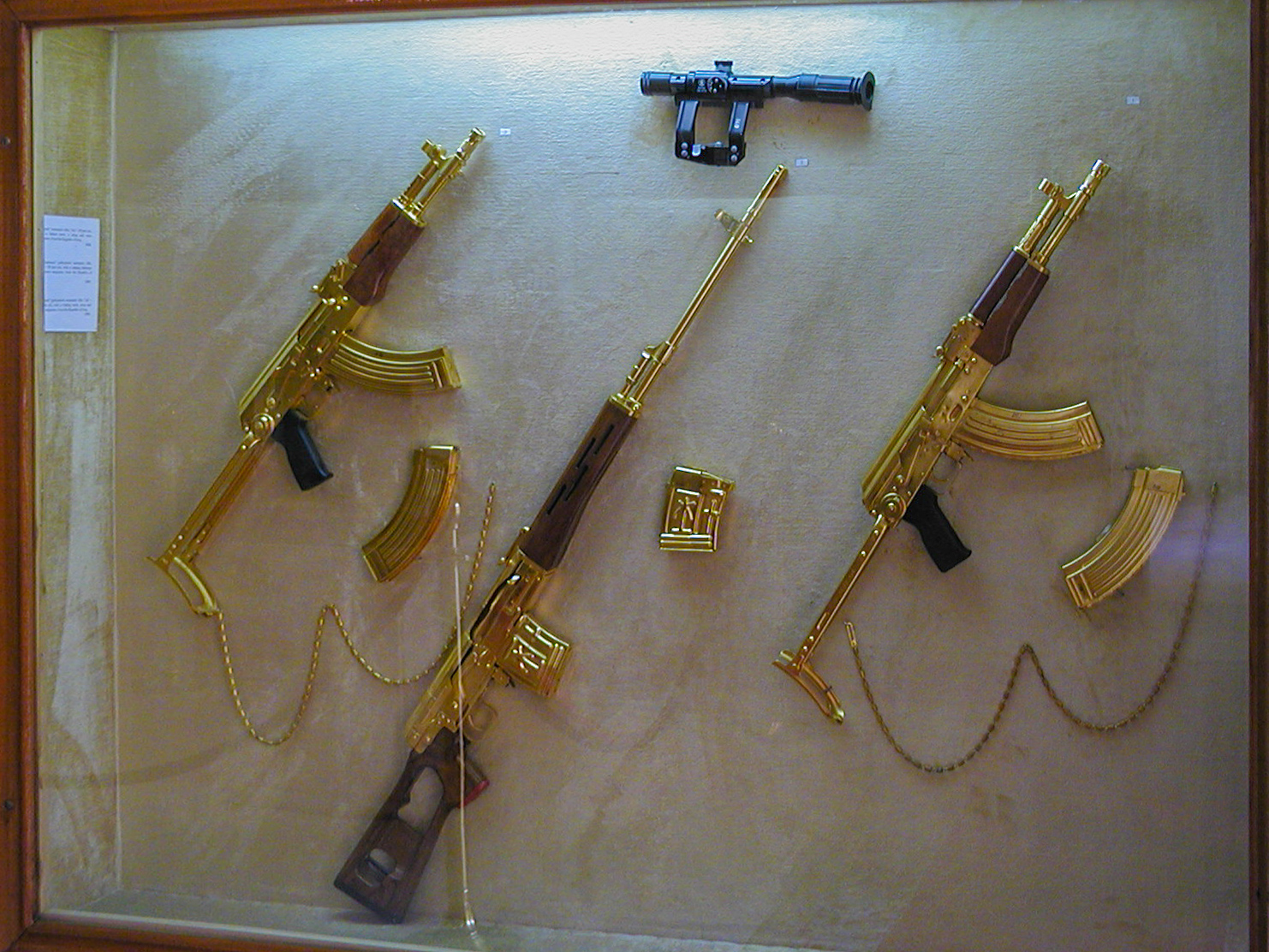
Kalashnikov em ouro maciço
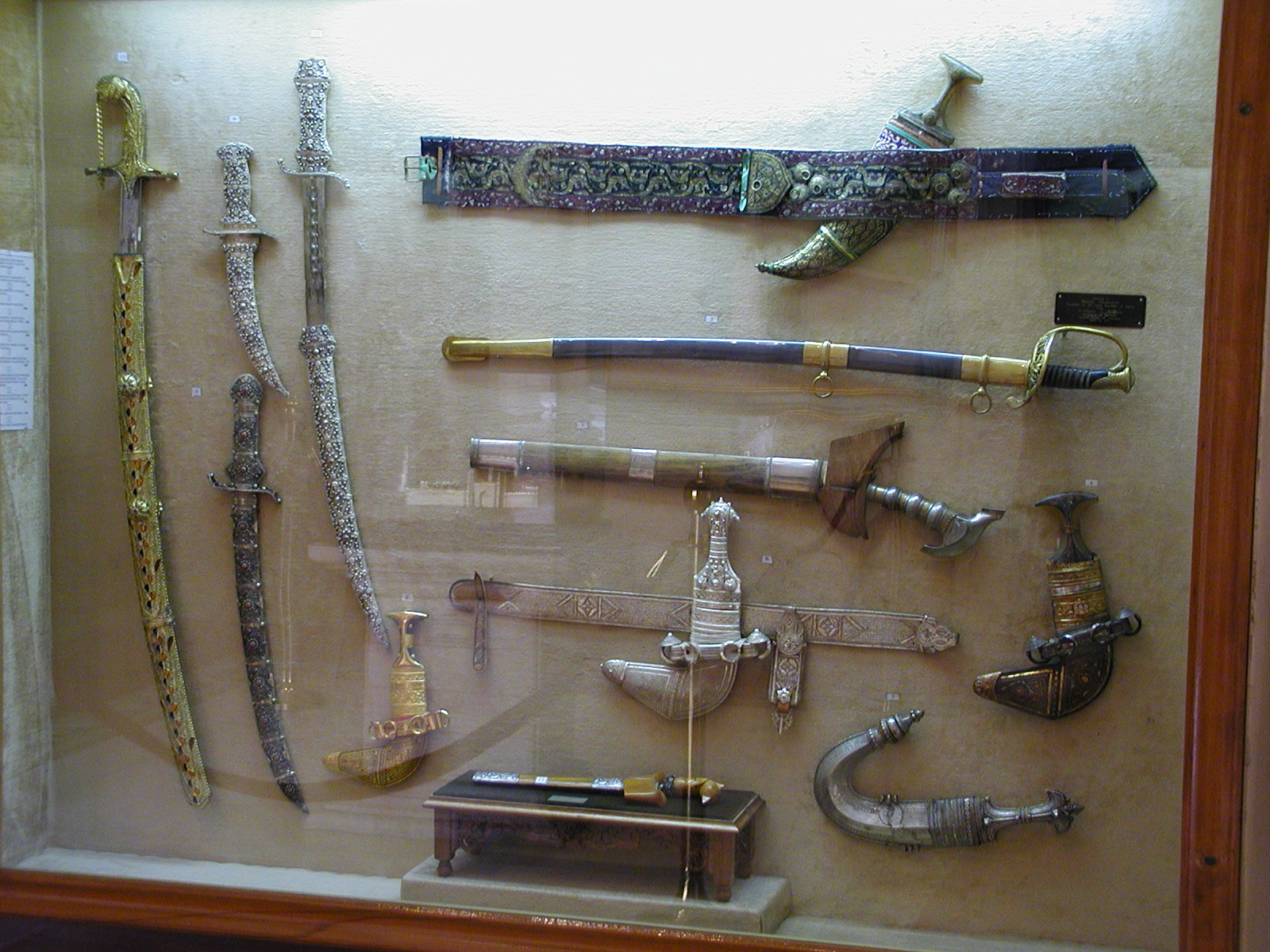
Armas cerimoniais
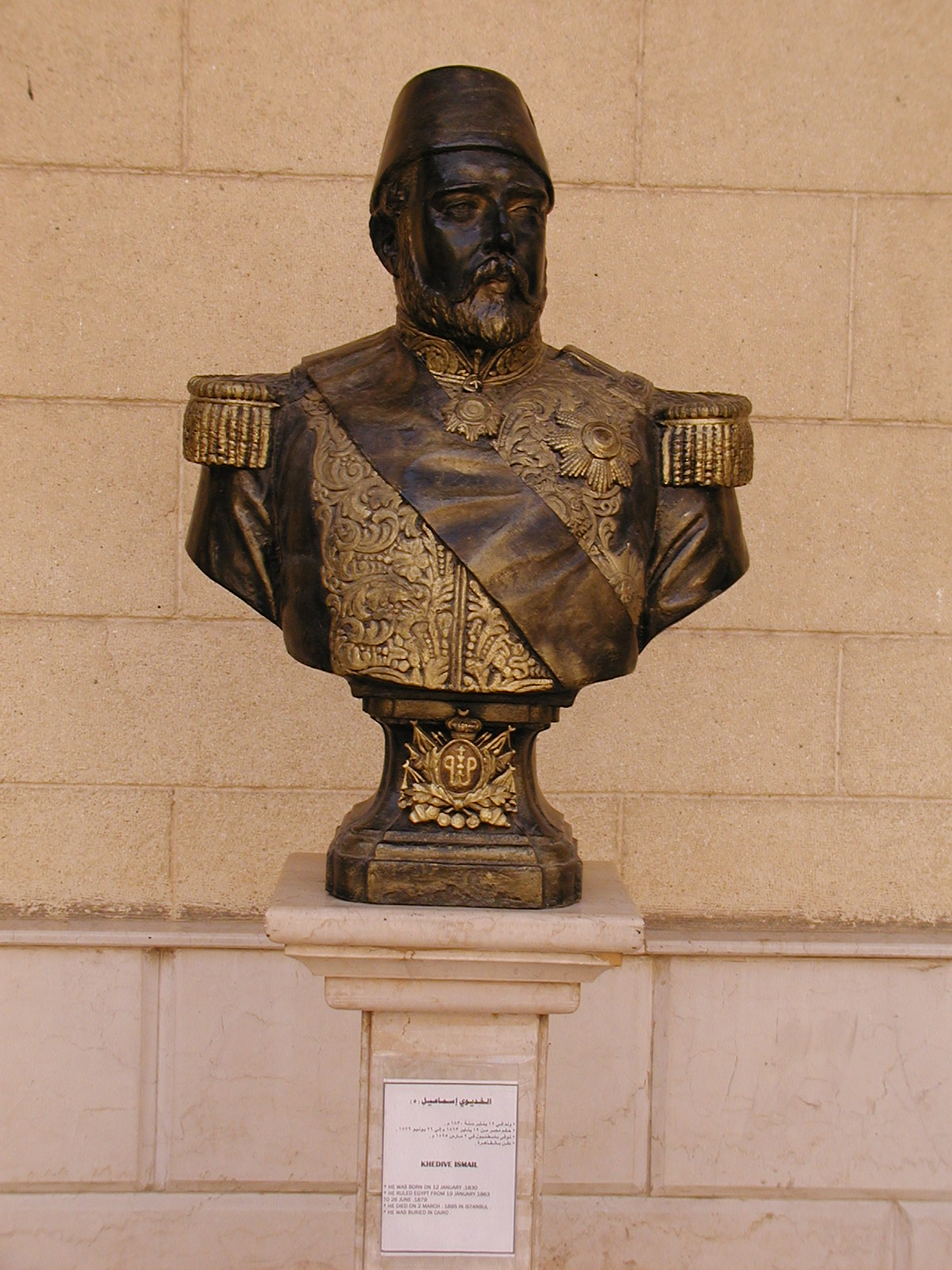
Busto do quediva Ismael
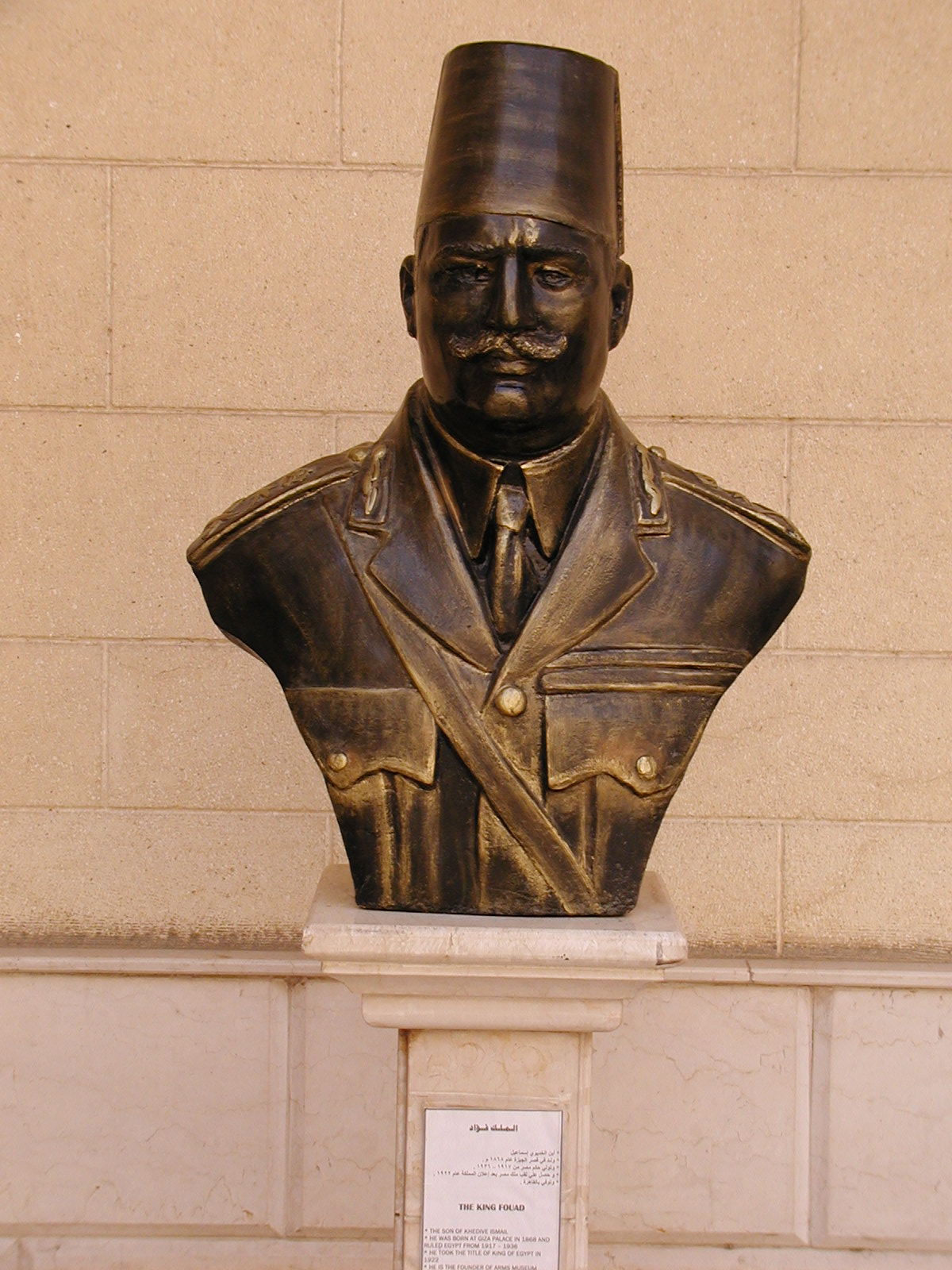
Busto do rei Fouad I
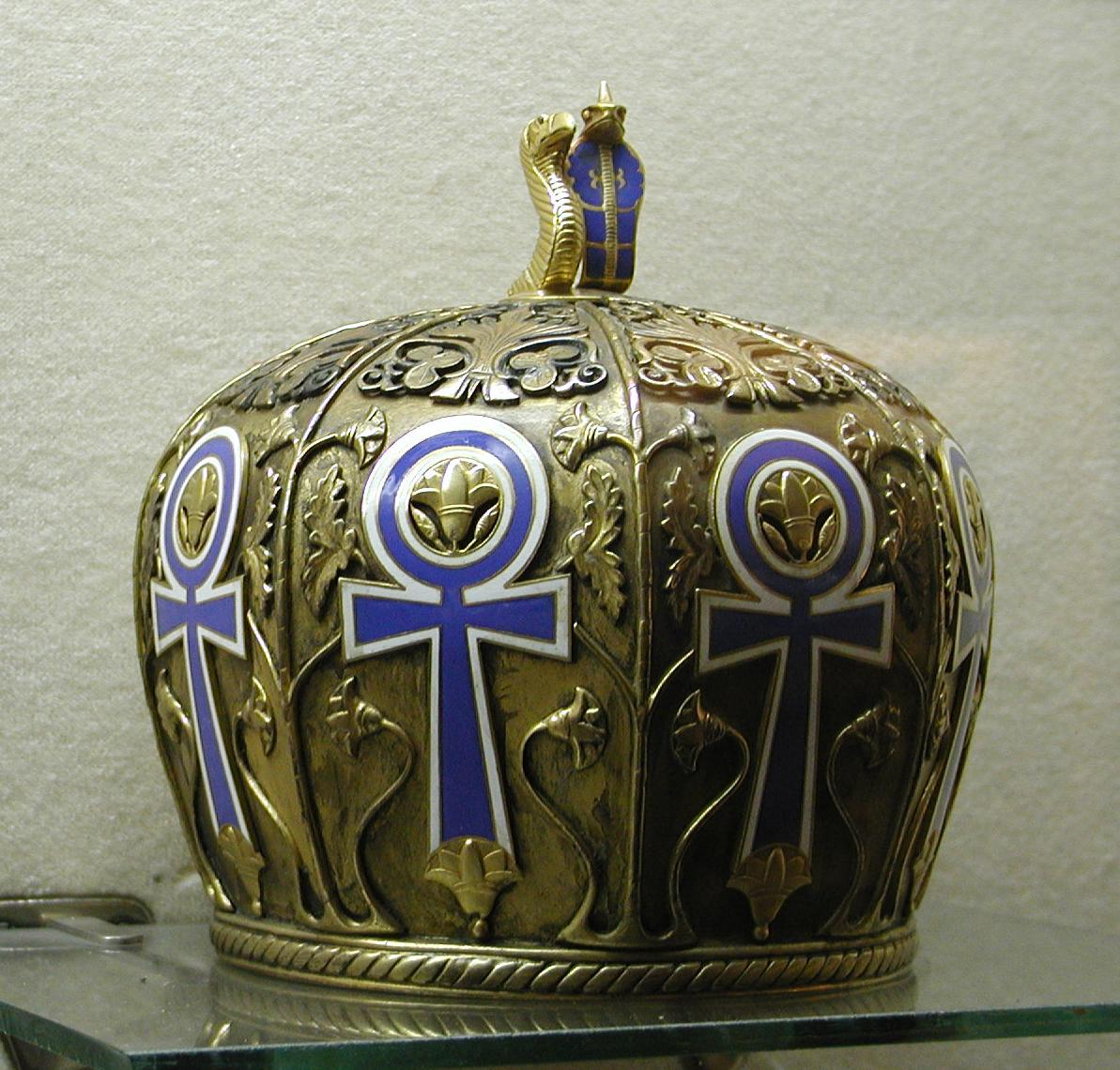
Coroa faraónica
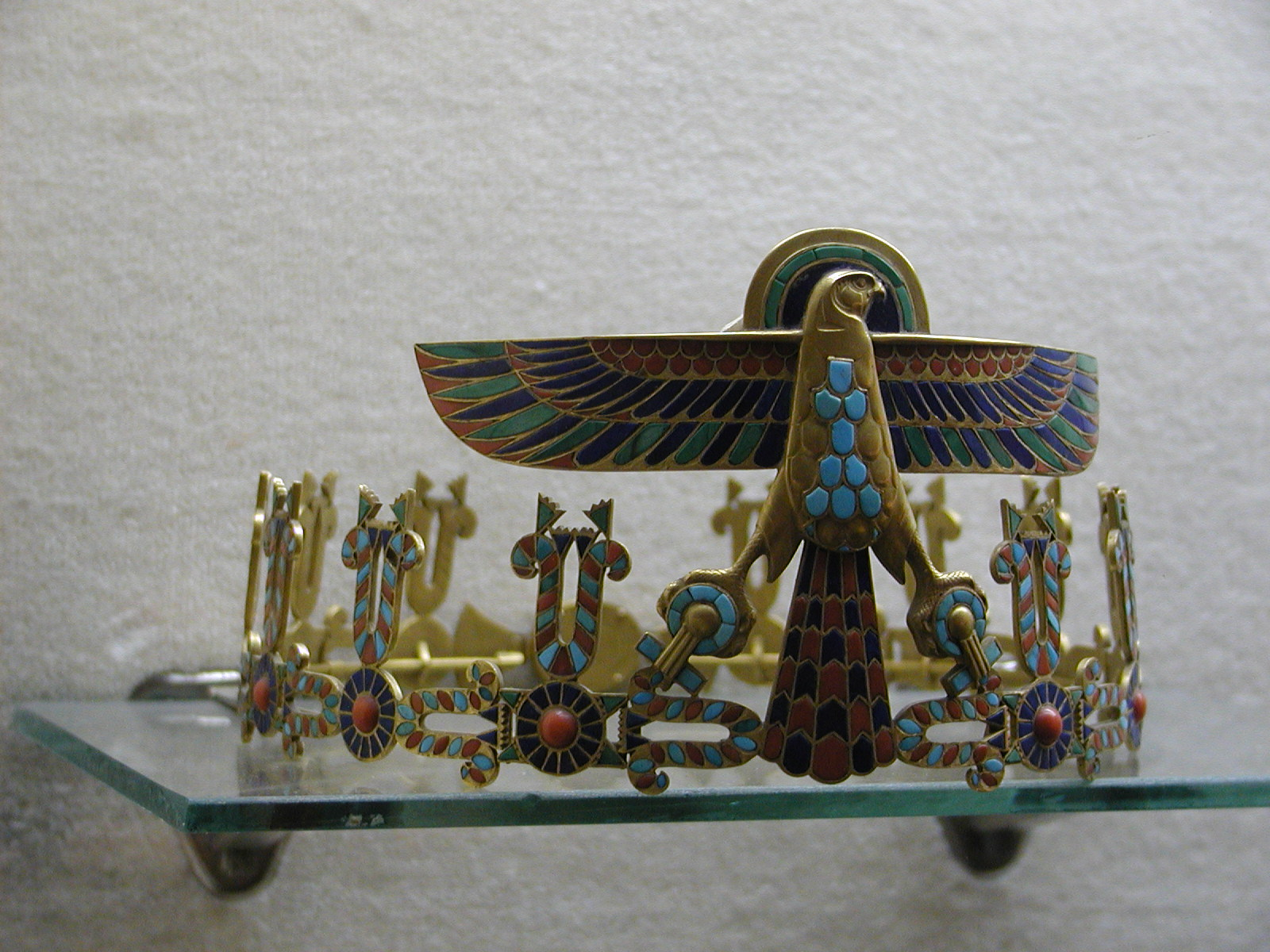
Coroa faraónica
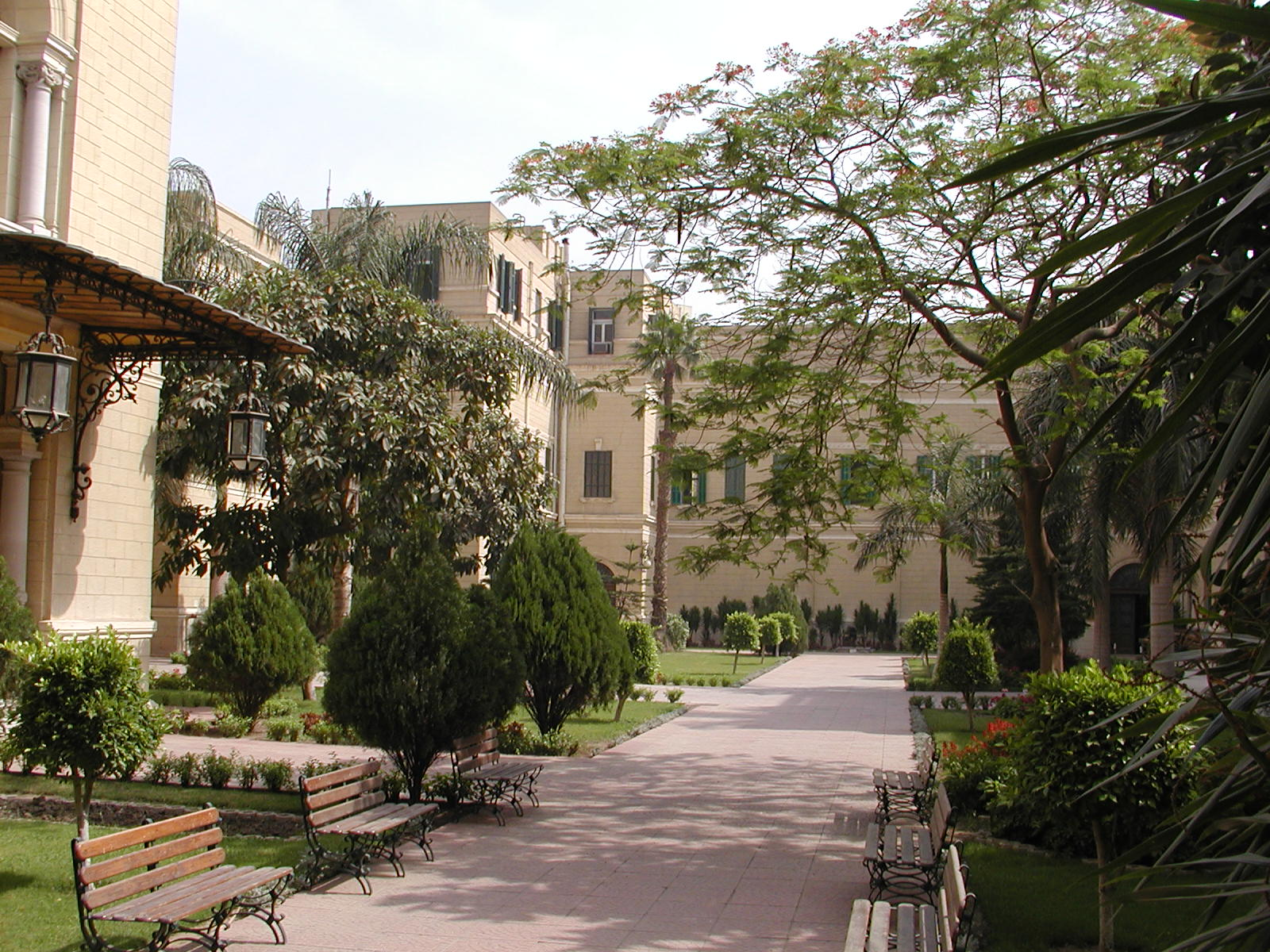
Jardim do palácio